# 영광 이란 묘비
영광 이란 묘비(靈光 李灤 墓碑)는 대한민국 전라남도 영광군 홍농읍 성산리에 있는 조선시대 정묘호란기에 활동한 이란(李灤, 1582-1638)의 묘역 입구에 세워진 비이다. 2009년 3월 20일 전라남도의 문화재자료 제273호로 지정되었다.

## 개요
이란 묘비는 조선시대 정묘호란기에 활동한 이란(李灤, 1582-1638)의 묘역 입구에 세워진 비이다. 이란은 정묘호란 다음해인 1628년(인조 6) 춘신사(春信使)에 제수되어 청나라를 방문하여 전란을 매듭짓기 위하여 진력하던 중 통역관의 모함과 호장(胡將)의 위협에 굴하지 않아 심하게 고초를 겪다가 논죄되어 억울한 죽음을 당하였다. 김상헌의 호소 등으로 1639년(인조 17) 특명으로 관작을 다시 받았다. 1710년(숙종 36) 비를 세우게 되었다. 비문은 최석정(1646-1715)이 짓고 전서를 썼으며 비문은 남구만(1629-1711)이 썼다.
이란의 묘비는 금석문으로 남은 호란기 정치사 연구의 주요사료 가운데 하나이다. 당색간의 갈등이 배경을 이루었지만, 특히 사행원(使行員) 사이에 벌어진 알력이 무고로 발전된 사건사료라는 점에서도 주목된다. 묘갈의 찬자(撰)·전서(篆)·서자(書)가 모두 당대 최고위 인물들에 의한 금석문이란 점에서도 일정한 문화재적 가치가 인정된다.

## 참고 자료
- 영광이란묘비 - 국가유산청 국가유산포털